# International Economic Association
La Asociación Internacional de Economía (IEA, por sus siglas en inglés International Economic Association) es una organización no gubernamental que fue fundada en 1950, bajo el auspicio del Departamento de Ciencias Sociales de la UNESCO. Desde su creación ha mantenido relaciones consultivas con la UNESCO y desde 1973 es un miembro federado del International Social Science Council

El objetivo de la IEA desde el principio ha sido promover contactos personales y un entendimiento mutuo entre economistas de diferentes partes del mundo mediante la organización de reuniones científicas, programas de investigación comunes y la publicación de contenidos de carácter internacional sobre problemas de actual importancia.

## Organización
La IEA tiene principalmente dos cuerpo principales: Consejo y Comité Ejecutivo

### Consejo
La IEA está regulada por el un Consejo, compuesto por los representantes de las asociaciones miembro. El Consejo se reúne cada tres años para revisar la política general de la Asociación y elegir al presidente y otros directivos y miembros del Comité Ejecutivo que dirigirán la IEA durante los tres años siguientes.

### Comité Ejecutivo
El Comité Ejecutivo está compuesto por 15 miembros y 3 consejeros. Se encarga de tomar decisiones en línea con las políticas aprobadas por el Consejo, elige los temas de las conferencias especializadas y otros proyectos y nombra un director de programa para cada uno de estos proyectos que se encarga de realizar un seguimiento del mismo. La práctica general es solicitar el apoyo de un economista destacado en la materia quien, junto a otros miembros del comité elegidos por él y previa consulta con los directivos y miembros del Comité Ejecutivo de la IEA, realiza la planificación científica del programa y es responsable de la posterior publicación. El Comité Ejecutivo es consultado por el presidente siempre que se ha de tomar una decisión referente al funcionamiento de la Asociación.

#### Miembros del Comité Ejecutivo
| Presidente               | Kaushik Basu (India)           |            |                       |
| Presidente Electo        | Dani Rodrik (Turquía)          |            |                       |
| Vicepresidente           | Elhanan Helpman (Israel)       |            |                       |
| Tesorero                 | Erik Berglöf (Suecia)          |            |                       |
| Secretario General       | Omar Licandro (España)         |            |                       |
| Penúltimo Presidente     | Tim Besley (Reino Unido)       |            |                       |
| Antepenúltimo Presidente | Joseph Stiglitz (EE. UU.)      |            |                       |
| Miembros                 |                                |            |                       |
|                          | Alison Booth (Australia)       |            |                       |
|                          | Wendy Carlin (Reino Unido)     |            |                       |
|                          | Chong-En Bai (China)           |            |                       |
|                          | Ashwini Deshpande (India)      |            |                       |
|                          | Sergei Guriev (Rusia)          |            |                       |
|                          | Murray Leibbrandt (Sudáfrica)  |            |                       |
|                          | Dalia Marin (Alemania)         |            |                       |
|                          | José Antonio Ocampo (Colombia) |            |                       |
|                          | Torsten Persson (Suecia)       |            |                       |
|                          | Danny Quah (Singapore)         |            |                       |
|                          | Marta Reynal (España)          |            |                       |
|                          | Nagla Rizk (Egipto)            |            |                       |
|                          | Adam Szeidel (Hungría)         |            |                       |
|                          | Sukhadeo Thorat (India)        |            |                       |
|                          | Andrés Velasco (Chile)         |            |                       |
|                          | Leonard Wantchekon (Africa)    | Consejeros | Joan Esteban (España) |
|                          | Ercan Uygur (Turquía)          |            |                       |
|                          | Jean-Paul Fitoussi (Francia)   |            |                       |

## Presidentes pasados
Los Presidentes de la IEA desde 1950 hasta ahora son:
- Joseph Alois Schumpeter (Principio 1950)
- Gottfried Haberler (1950–1953)
- Howard S. Ellis (1953–1956)
- Erik Lindahl (1956–1959)
- E.A.G. Robinson (1959–1962)
- G. Ugo Papi (1962–1965)
- Paul A. Samuelson (1965–1968)
- Erik Lundberg (1968–1971)
- Fritz Machlup (1971–1974)
- Edmond Malinvaud (1974–1977)
- Shigeto Tsuru (1977–1980)
- Victor L. Urquidi (1980–1983)
- Kenneth Arrow (1983–1986)
- Amartya Sen (1986–1989)
- Anthony B. Atkinson (1989–1992)
- Michael Bruno (1992–1995)
- Jacques Drèze (1995–1999)
- Robert M. Solow (1999–2002)
- János Kornai (2002–2005)
- Guillermo Calvo (2005–2008)
- Masahiko Aoki (2008–2011)
- Joseph E. Stiglitz (2011–2014)
- Tim Besley (2014-2017)

## Membresía
La IEA es una federación de asociaciones académicas nacionales o comités que representan economistas de cada país. No existe un tipo de membresía individual. Actualmente la IEA cuenta con 68 miembros, entre los que se incluyen 13 miembros asociados. Sin embargo, esto no significa que los economistas de países que no están representados por una asociación miembro no participen en el trabajo y eventos de la IEA. En la implementación individual de cada proyecto, se cuenta con las personas o instituciones que se consideran mejor cualificadas para realizar una contribución seria en el estudio del objeto elegido, independientemente de su nacionalidad o localización geográfica.

## Actividades
Se han realizado conferencias regionales en varias partes del mundo para estudiar problemas particulares en las diferentes regiones. Conferencias “Este-Oeste” han supuesto una oportunidad para reunir a los economistas de Europa oriental y occidental y discutir problemas de interés común.
Se ha prestado especial atención a problemas que afectan a países en vías de desarrollo y para ello se han dedicado conferencias completas o secciones de conferencias o congresos a estos problemas. En estos casos se han realizado grandes esfuerzos y se ha contado con el apoyo financiero de la UNESCO, el Banco Mundial, la Comisión Europea y de otras organizaciones internacionales que ha facilitado la participación de economistas procedentes de estos países.